# Chiesa dei Santi Pietro e Paolo (Terragnolo)
La chiesa dei Santi Pietro e Paolo è la parrocchiale di Piazza, frazione e sede municipale di Terragnolo in Trentino. Fa parte della zona pastorale della Vallagarina dell'arcidiocesi di Trento e risale al XIII secolo.

## Storia

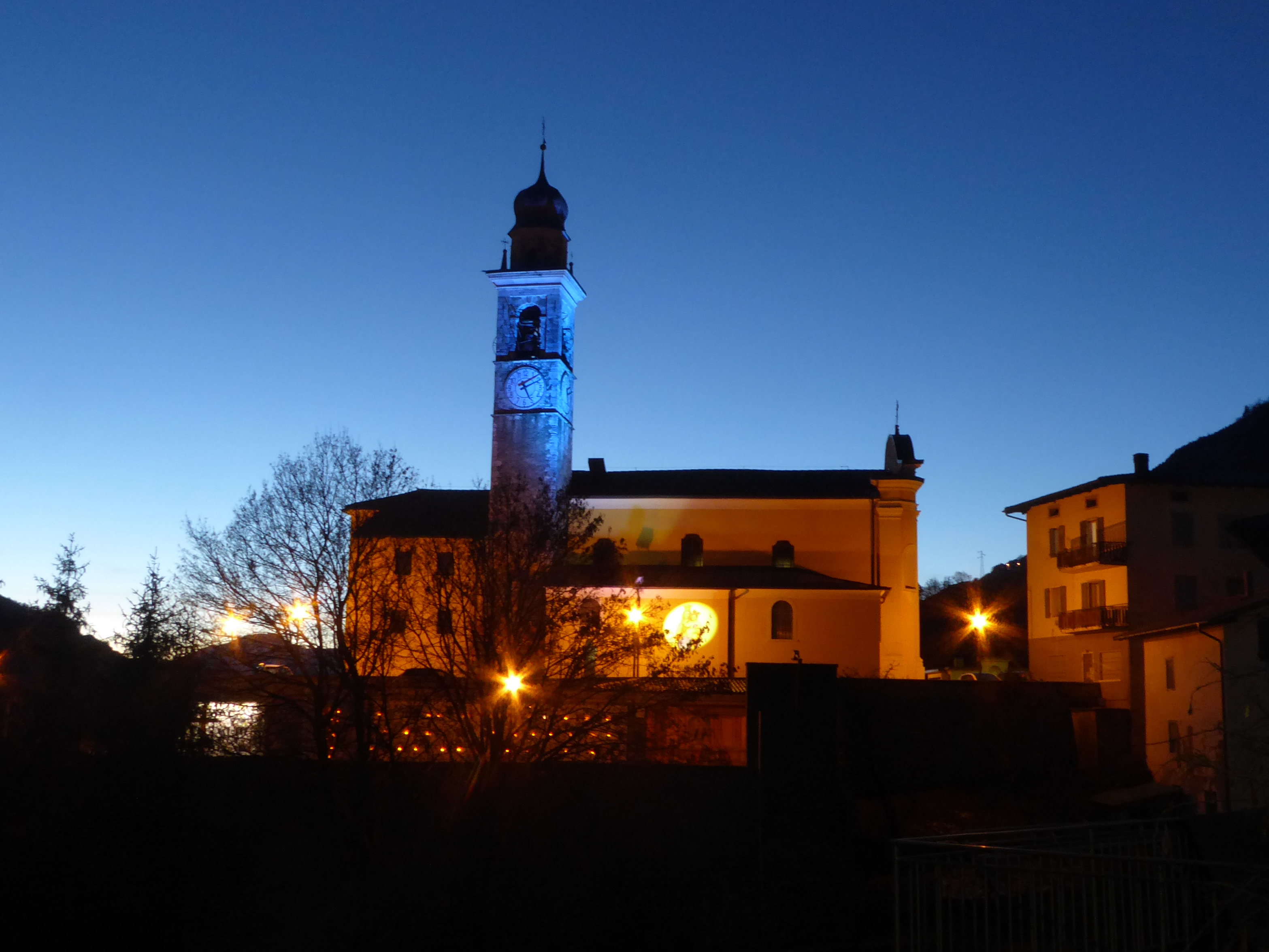
Vista laterale notturna

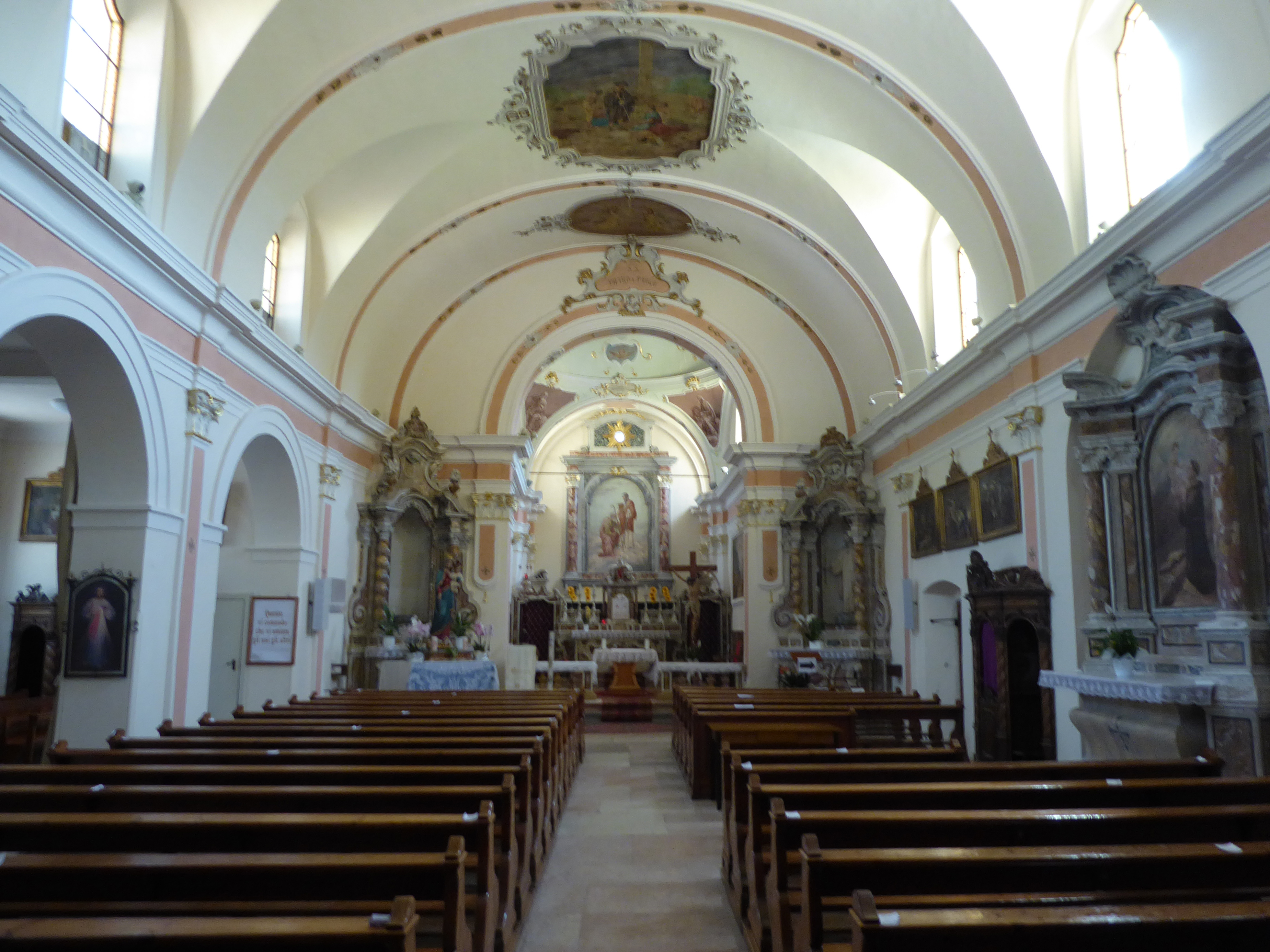
Interno

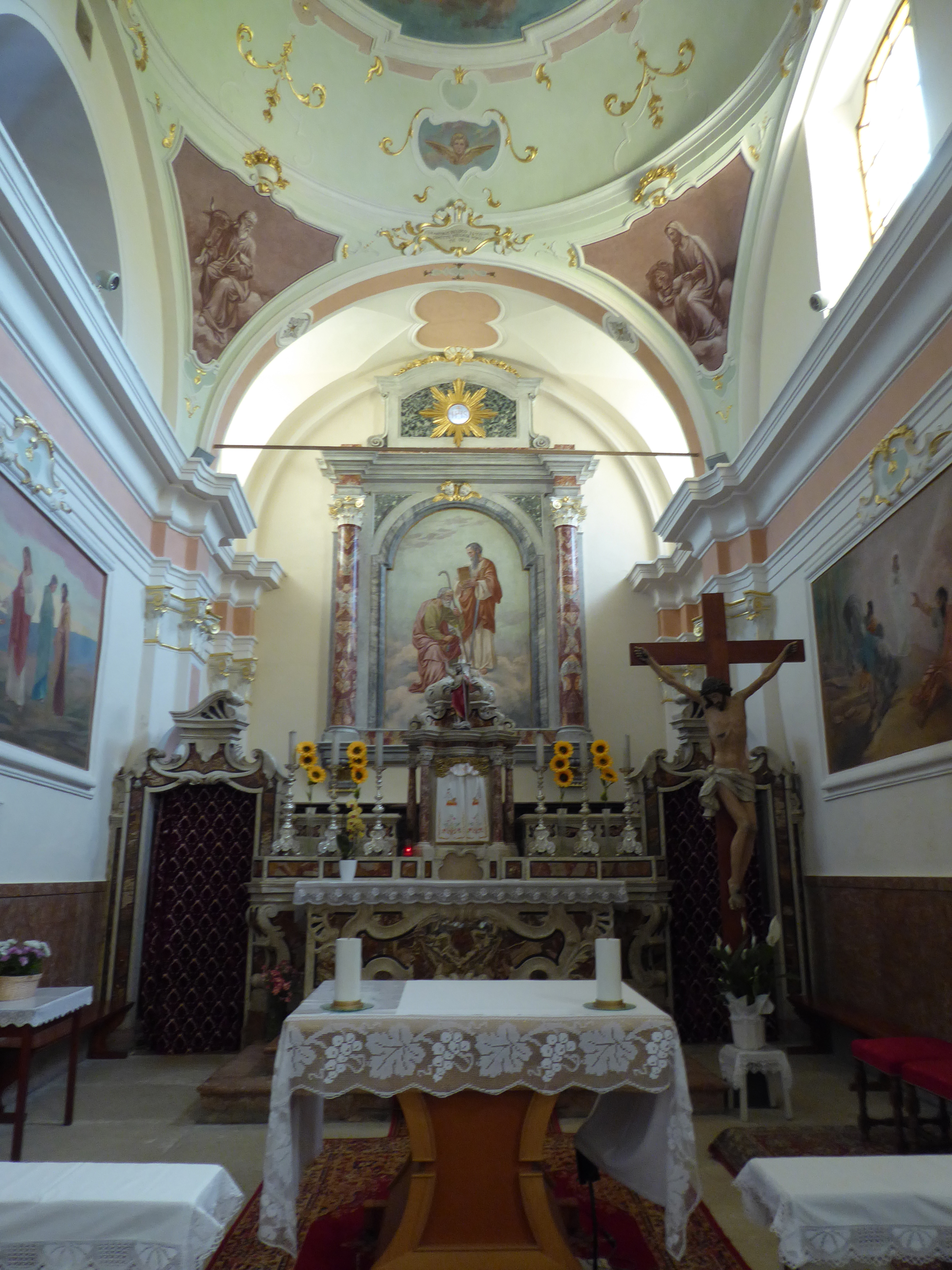
Presbiterio

La chiesa compare su un documento col quale Sodegerio da Tito, nel 1242, assegnava a Odorico di Beseno i beni nella valle di Terragnolo e in seguito, nuovamente, viene citata in occasione della sua riconsacrazione, avvenuta nel 1377, forse dopo una profanazione.
Ottenne dignità curiaziale nel 1469 distaccandosi dalla pieve di San Floriano di Lizzana. A partire probabilmente dall'ultimo decennio del XV secolo fu oggetto di un intervento di ricostruzione e, subito dopo, di arricchimenti decorativi, in particolare nella parte bassa della torre campanaria.
Durante la visita pastorale di Bernardo Clesio del 1537 la chiesa venne descritta con la dedicazione riferita solo a San Pietro e l'anno successivo fu nuovamente restaurata e ampliata. I lavori si conclusero poi nel 1559 quando venne decorata l'abside. Dagli atti visitali del 1579, quando era principe vescovo di Trento Ludovico Madruzzo, risulta la nuova dedicazione ai Santi Pietro e Paolo. A partire dalla seconda metà del XVII secolo l'intero edificio venne pesantemente restaurato con una ricostruzione che ne modificò anche l'orientamento.
Ottenne dignità parrocchiale nel 1712.
A partire dagli anni settanta del XVIII secolo nuovi lavori portarono alla demolizione delle cappelle laterali costruite un secolo prima ed all'incremento in altezza sia della navata sia della parte presbiteriale. Inoltre fu edificata una nuova facciata, venne posta un apice a cipolla sulla torre campanaria e gli interni vennero decorati con nuovi affreschi. Ad interventi ultimati venne celebrata una nuova consacrazione.
Verso la fine del XIX secolo venne aggiunta la navata laterale. Nel primo dopoguerra del secolo seguente fu necessario intervenire per riparare i danni causati dal conflitto (distruzione del tetto, parti murarie con grosse crepe, grandi vetrate frantumate ed interni anneriti dal fumo degli scoppi delle granate). Ciò che non fu possibile recuperare fu l'archivio della parrocchia, quasi completamente perduto.
tra gli artisti che lavorarono alle decorazioni della ricostruita navata vi fu Metodio Ottolini di Aldeno.
Gli ultimi interventi sono stati conclusi nel 2013, ed hanno comportato un restauro mirato agli elementi decorativi a stucco e alle pitture murarie.

## Descrizione
Oltre alle decorazioni murarie interne Metodio Ottolini fu autore anche dei quadri della Via Crucis. Accanto all'altare dedicato alla Madonna è presente un'epigrafe del 1643 a ricordo di un lascito di Antonio Pedracci per il mantenimento della lampada della chiesa.